# کاتر کلاس ادلک
کاتر کلاس ادلک (به انگلیسی: Agdlek-class cutter) یک کلاس از کشتی است.